# 松江神社
松江神社（まつえじんじゃ）は、島根県松江市殿町にある神社。松江城跡地にある。

## 由緒
松江神社は、1877年（明治10年）に、旧松江藩の有志により、西川津村（現松江市西川津町）楽山に松平直政を御祭神とする楽山神社として創建された。1628年（寛永5年）、堀尾忠晴が朝酌村（現・松江市西尾町）に創建した東照宮の御神霊を1898年（明治31年）に合祀し、翌1899年（明治32年）に現在地の松江城山二之丸に遷座して、神社を松江神社と改めた。1931年（昭和6年）に、松江藩中興の明主として仰がれた7代藩主松平治郷と、松江開府の祖堀尾吉晴の遺徳を称えて御神霊を配祀し、今日に至っている。

## 沿革
- 1628年（寛永5年） - 堀尾忠晴が朝酌村西尾に東照宮を創建
- 1877年（明治10年） - 旧松江藩が川津村楽山に松平直政を御祭神として楽山神社を創建
- 1898年（明治31年） - 堀尾忠晴が創建した東照宮と、松平直政を御祭神とする楽山神社を合祀
- 1899年（明治32年） - 現在地の松江城山二之丸に遷座し、松江神社と改称[1]
- 1931年（昭和6年） - 松江開府の祖堀尾吉晴と松江藩中興の明主松平治郷を配祀

## 境内
- 本殿 - 1628年（寛永5年）建造
- 通殿-1661年（寛文元年）建造
- 拝殿 - 1661年（寛文元年）建造の権現造
- 手水舎 - 1639年（寛永16年）建造

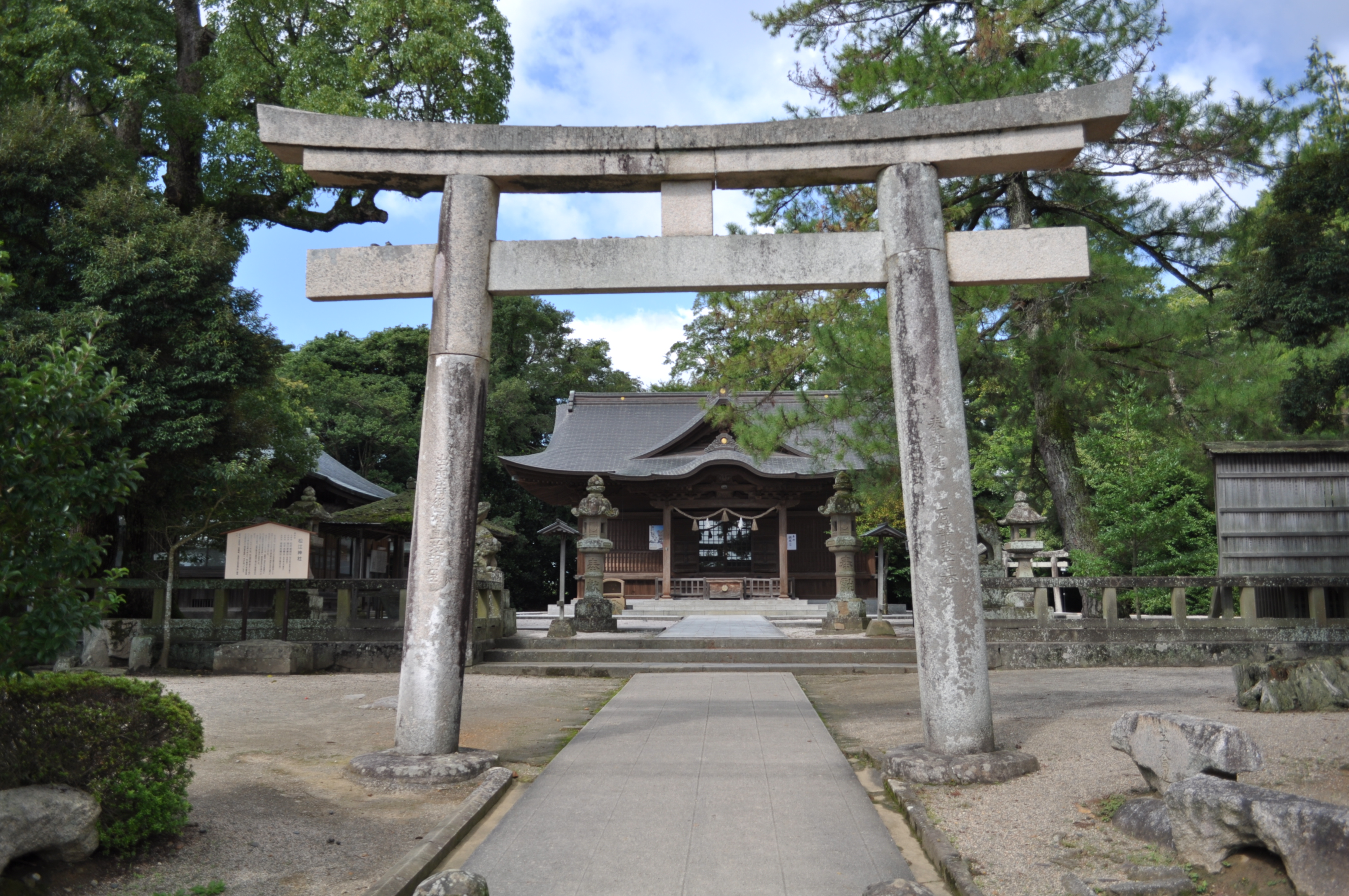
参道鳥居（2015年9月11日撮影）

## 文化財
田無市指定有形文化財
板絵三十六歌仙図額（絵画） - 平成9年6月26日指定
員数:36面、江戸時代に松江東照宮に伝わったもの
紫糸威二枚胴具足:附真田軍扇1柄（工芸品） - 昭和40年9月21日指定（名称変更:平成25年3月22日）
員数:1領、江戸時代、少年用、美術的価値が高い
蒔絵手箱勝軍木庵作（工芸品） - 昭和40年9月21日指定
員数:1合、江戸時代、初代勝軍木庵作、金銀を用い豪華絢爛
歌合カルタせい楽院筆（工芸品） - 昭和40年9月21日指定
員数:1箱、江戸時代、金雲引を施した絹地の札、裏書は夫君・治郷の筆による

## 松江城内にある施設
- 松江城
- 松江神社
- 松江護国神社
- 城山稲荷神社
- 興雲閣

## 観光情報
- 堀川めぐり
- 観光ガイド

## 周辺施設
- 田原神社
- 千手院
- 島根大学旧奥谷宿舎（旧制松江高等学校外国人宿舎）
- カラコロ工房
- 普門院

## 交通
- 最寄駅：西日本旅客鉄道（JR西日本）松江駅・一畑電車松江しんじ湖温泉駅
- 松江駅2～3・6番のりばから一畑バス・市バスで約10分
- 松江しんじ湖温泉駅1～3番のりばから一畑バス・市バスで約5分